# وزارت دفاع استونی
وزارت دفاع (استونیایی: Eesti Vabariigi Kaitseministeerium) یک وزارت در دولت استونی است که مسئول رسیدگی به امور امنیت ملی، جلوگیری از حملات علیه استونی و مقابله در برابر تهدیدات خارجی مبتنی بر توانایی اولیه دفاع از خود و همچنین عضویت در ناتو است.